# Private Life: The Compass Point Sessions
Private Life: The Compass Point Sessions (español: Vida privada: Las sesiones del punto cardinal) es una antología de dos discos de grabaciones de Grace Jones publicado por Island Records en 1998.
Grace Jones grabó tres álbumes con Sly & Robbie en la legendaria Compass Point Studios (Bahamas) durante el período de 1980-1982; Warm Leatherette, Nightclubbing y Living My Life. Private Life: The Compass Point Sessions contiene una larga y ampliada versión de sus éxitos, a pesar de las reclamaciones sobre el folleto del CD que apareció con problemas en todo el mundo. Otros temas fueron remezcladas o reeditados por Polygram/Universal en 1998 por otros ingenieros para esta compilación especial - en vez de usar las versiones ampliadas de los productores originales Chris Blackwell y Alex Sadkin que fueron mezclados y lanzados en vinilo entre 1980 y 1982. La canción "Living My Life" aparece como un remix editado por Paul "Groucho" Smykle (que data de 1986, que las notas no mencionan). Otra anomalía de The Compass Point Sessions es que concluye con "Slave to the Rhythm", un tema que fue grabado en 1985, en Londres y con el productor británico Trevor Horn. También la mezcla utilizada, aquí el nombre de "Hot Blooded Version", es de nuevo un suplente del remix/reeditado de 1998 en 12" titulada "Blooded".
Esta compilación, sin embargo, recoge lo que se considera en general a la mejor obra de Jones y también ofrece un ensayo bien documentado y dos canciones inéditas de las sesiones de Living My Life: "Man Around the House" y una grabación demo del clásico "Ring of Fire".

## Lista de canciones

### Disco 1
1. "Private Life" (Chrissie Hynde) (Versión Larga Original) - 6:17
  - Versión original en el álbum Warm Leatherette (1980)
2. "Private Life" (Chrissie Hynde) (Remix/Reeditada dub 1998) - 8:04
  - Versión original en el álbum Warm Leatherette (1980)
3. "Love is the Drug" (Bryan Ferry, Andy Mackay) (Versión Larga Original) -8:38
  - Versión original en el álbum Warm Leatherette (1980)
4. "Breakdown" (Tom Petty) - 5:30
  - Del álbum Warm Leatherette (1980)
5. "Warm Leatherette" (Daniel Miller) (Versión Larga Original) - 5:35
  - Del álbum Warm Leatherette (1980)
6. "The Hunter Gets Captured by the Game" (Versión Larga Original) - 6:44
  - Del álbum Warm Leatherette (1980)
7. "I've Done It Again" (Barry Reynolds, Marianne Faithfull) - 3:50
  - Del álbum Nightclubbing (1981)
8. "Pars" (Jacques Higelin) (Remix de 1998) - 5:41
  - Versión original en el álbum Warm Leatherette (1980)
9. "Pull Up to the Bumper" (Koo Koo Baya, Grace Jones, Dana Mano) - 4:33
  - Del álbum Nightclubbing (1981)
10. "Use Me" (Bill Withers) (Remix/Reeditada 1998) - 6:10
  - Versión original en el álbum Nightclubbing (1981)
11. "She's Lost Control" (Bernard Sumner, Ian Curtis, Peter Hook, Stephen Morris) (Remix/Reeditada 1998) - 8:23
  - Lado B de las sesiones de Warm Leatherette (1980)
12. "She's Lost Control" (Bernard Sumner, Ian Curtis, Peter Hook, Stephen Morris) (Remix/Reeditada dub 1998) - 8:38
  - Lado B de las sesiones de Warm Leatherette (1980)

### Disco 2
1. "Walking in the Rain" (Harry Vanda, George Young) (Remix/Reeditada 1998) - 4:27
  - Versión original en el álbum Nightclubbing (1981)
2. "Cry Now, Laugh Later" (Grace Jones, Barry Reynolds) - 5:01
  - Del álbum Living My Life (1982)
3. "Nightclubbing" (David Bowie, James Osterberg) - 5:01
  - Del álbum Nightclubbing (1981)
4. "The Apple Stretching" (Melvin Van Peebles) - 7:05
  - Del álbum Living My Life (1982)
5. "Nipple to the Bottle" (Grace Jones, Sly Dunbar) (Versión Original 12" del Reino Unido) - 6:53
  - Versión original en el álbum Living My Life (1982)
6. "My Jamaican Guy" (Grace Jones) (Versión Original 12" de Estados Unidos) - 7:01
  - Versión original en el álbum Living My Life (1982)
7. "Feel Up" (Grace Jones) - 4:02
  - Del álbum Nightclubbing (1981)
8. "I've Seen That Face Before (Libertango)" (Astor Piazzolla, Barry Reynolds, Dennis Wilkey, Nathalie Delon) - 4:29
  - Del álbum Nightclubbing (1981)
9. "Demolition Man" (Sting) (Versión Larga Original) - 4:56
  - Versión original en el álbum Nightclubbing (1981)
10. "Unlimited Capacity for Love" (Grace Jones, Barry Reynolds) - 5:45
  - Del álbum Living My Life (1982)
11. "Ring of Fire" (June Carter, Merle Kilgore) (Demo) - 3:56
  - Demo de las sesiones de Living My Life (1982)
12. "Man Around the House" (Grace Jones, Barry Reynolds) - 4:12
  - Demo de las sesiones de Living My Life (1982)
13. "Living My Life" (Grace Jones) (Remix Editado en 7" 1986) - 3:31
  - Canción sin álbum de las sesiones de Living My Life (1982)
14. "Slave to the Rhythm" (Bruce Woolley, Simon Darlow, Stephen Lipson, Trevor Horn) ("Hot Blooded Version" 1998) - 8:18
  - Versión original en el álbum Slave to the Rhythm (1985)

## Colaboradores
- Grace Jones - canto

### CD 1 y CD 2 (1-13)
- Robbie Shakespeare - bajo
- Sly Dunbar - batería, teclados
- Barry Reynolds - guitarra
- Mikey "Mao" Chung - guitarra
- Jess Roden - teclados
- Uzías "Sticky" Thompson - percusión
- Alex Sadkin - productor
- Chris Blackwell - productor

### CD 2 (14)
- Luis Jardim - contrabajo, percusión, voz
- Ju Ju - batería
- Zang Tuum Tumba Big Beat Colossus - voz
- S.J. Lipson - guitarra, bajo, teclados, ingeniería, programación
- J.J. Belle - guitarra
- Andy Richards - teclados
- Bruce Woolley - teclados, voz, guitarra
- Little Beats, Shorty Tim - percusión
- Gary Maughan, Glenn Gregory, John Sinclair - coro masculino
- Trevor Horn - productor

## Historial de versiones
- 1998 Island Records (314-524 501-2, Estados Unidos)
- 1998 Island Records (524 501-2, Europa)